# جون بروس (سياسي)
جون بروس (بالإنجليزية: John Bruce)‏ هو قاضي ومحامي وسياسي أمريكي، ولد في 16 فبراير 1832 في المملكة المتحدة، وتوفي في 1 أكتوبر 1901. حزبياً، نشط في الحزب الجمهوري. وقد انتخب عضو مجلس نواب ألاباما.